# Gran Premi d'Abu Dhabi
El Gran Premi d'Abu Dhabi és una cursa d'automobilisme de velocitat que forma part del Campionat Mundial de Fórmula 1 i té lloc al Circuit de Yas Marina, ubicat a Abu Dhabi, Emirats Àrabs Units.
La primera edició del Gran Premi va tenir lloc l'1 de novembre del 2009 amb la victòria de Sebastian Vettel que va fer també la volta ràpida en cursa.

## Guanyadors
| Any  | Data           | Pilot            | Equip              | Circuit    | Resultats |
| ---- | -------------- | ---------------- | ------------------ | ---------- | --------- |
| 2009 | 1 de novembre  | Sebastian Vettel | Red Bull - Renault | Yas Island | Resultats |
| 2010 | 14 de novembre | Sebastian Vettel | Red Bull - Renault | Yas Island | Resultats |
| 2011 | 13 de novembre | Lewis Hamilton   | McLaren            | Yas Island | Resultats |
| 2012 | 4 de novembre  | Kimi Räikkönen   | Lotus - Renault    | Yas Island | Resultats |
| 2013 | 3 de novembre  | Sebastian Vettel | Red Bull-Renault   | Yas Island | Resultats |
| 2014 | 23 de novembre | Lewis Hamilton   | Mercedes           | Yas Island | Resultats |
| 2015 | 29 de novembre | Nico Rosberg     | Mercedes           | Yas Island | Resultats |
| 2016 | 27 de novembre | Lewis Hamilton   | Mercedes           | Yas Island | Resultats |